# Mariage homosexuel en Afrique du Sud
Le mariage homosexuel est devenu légal en Afrique du Sud le 30 novembre 2006, quand la loi sur les unions civiles est promulguée après être passée devant le Parlement d'Afrique du Sud plus tôt le même mois. Une décision de la Cour constitutionnelle d'Afrique du Sud du 1er décembre 2005 avait imposé le délai du 1er décembre 2006 pour rendre légal le mariage entre personnes de même sexe. L'Afrique du Sud est devenue le cinquième pays au monde, et le premier en Afrique, à légaliser le mariage homosexuel.

## Histoire de la loi

### Unions civiles
Cinq décisions de la Cour constitutionnelle donnent naissance aux  fondements des unions civiles en Afrique du Sud. Elles reconnaissent le partenariat homosexuel dans l'immigration (1999), accordent aux couples homosexuel le même statut que les couples hétérosexuels mariés (2002), accordent l'adoption aux couples de même sexe (2002), font bénéficier les couples homosexuels des mêmes avantages financiers que les concubins et les couples non mariés hétérosexuels (2003), et reconnaissent la légitimité des enfants nés par insémination artificielle au sein d'un couple homosexuel. En juillet 2002, la Haute Cour à Bloemfontein tranche  que le refus d'accorder le droit du mariage aux homosexuels est  discriminatoire et donc inconstitutionnel.

### Décision de la Cour constitutionnelle
En 2004, une décision de la Cour d'appel suprême d'Afrique du Sud établit que la définition du mariage doit  changer pour inclure les homosexuels. Le juge Edwin Cameron, saisi par un couple lesbien, déclare que le mariage est  « l'union à vie de deux personnes à l'exclusion de toute autre ». Le 1er décembre 2005, la Cour constitutionnelle émet  une décision qui demande l'ouverture du mariage aux homosexuels.

### Action du gouvernement
Le 24 août 2006, un porte-parole du gouvernement annonçe la préparation d'une loi qui créera  le mariage homosexuel en Afrique du Sud. La Cour constitutionnelle précise  qu'elle ne veut pas  d'un statut « séparé mais égal », et les associations homosexuelles critiquent  un projet d'apartheid sexuel. Le Parti chrétien-démocrate africain exige  un amendement pour interdire le mariage homosexuel. 
Le 16 septembre ont lieu  des manifestations contre le mariage homosexuel. Le 20 septembre, le gouvernement propose un projet d'union civile, qui est  rejeté par les associations homosexuelles. Selon elles, une telle loi créera une classe de citoyens à part, et allait contre la décision de la Cour constitutionnelle. Le 9 octobre, le Congrès national africain vote pour soutenir le mariage homosexuel. La loi est  censée être votée le 20 octobre 2006, mais le vote n'a eu  pas lieu. Il est  remis jusqu'au 14 novembre, ce qui permet un changement de dernière minute dans la loi sur les unions civiles, permettant « l'union de deux personnes, que ce soit par un mariage ou une union civile ».
La loi passe le 14 novembre devant l'Assemblée nationale à 230 contre 41 voix, puis le 28 novembre 2006 devant le Conseil national des Provinces. La vice-présidente Phumzile Mlambo-Ngcuka signe la loi le 30 novembre 2006. Le ministre de l'Intérieur Nosiviwe Mapisa-Nqakula déclare que la loi n'est  qu'une mesure provisoire, et qu'une loi plus complète harmonisera les différentes parties de la législation sur le mariage,. 
Le premier mariage a  lieu le 1er décembre 2006 à George.

## Mariages religieux
En octobre 2015, lors d'un synode de l'Église réformée hollandaise, est votée la reconnaissance du mariage homosexuel par celle-ci avec 64 % de suffrages favorables en son sein.